# USS Pollack (SSN-603)
USS Pollack (SSN-603) – amerykański myśliwski okręt podwodny z napędem atomowym typu Permit. Zbudowany w strukturze dwukadłubowej, z kadłubem sztywnym ze stali HY-80. Dzięki użyciu tej stali oraz odpowiedniej konstrukcji, zdolny był do operowania na dużej głębokości, z zanurzeniem testowym wynoszącym 400 metrów oraz maksymalnym 600 metrów. Uzbrojony był w torpedy Mk.48, pociski rakietowe Subroc z głowica nuklearną lub zamiennie miny Mk.57 oraz Mk.60 Captor